# Arachonia borneensis
Arachonia borneensis är en stekelart som beskrevs av Wiebes 1966. Arachonia borneensis ingår i släktet Arachonia och familjen fikonsteklar. Inga underarter finns listade.